# Enoclerus lecontei
Enoclerus lecontei är en skalbaggsart som först beskrevs av Albert Burke Wolcott.  Enoclerus lecontei ingår i släktet Enoclerus och familjen brokbaggar. Inga underarter finns listade i Catalogue of Life.